# Lamontville Golden Arrows Football Club
Actualités
Le Lamontville Golden Arrows Football Club est un club de football sud-africain basé à Durban.

## Historique
- 1996 : fondation du club

## Palmarès
- Championnat d'Afrique du Sud de deuxième division
  - Champion : 2000 (Western Cape)

## Historique du Logo

Ancien logo
Logo actuel